# Debub Bench
Debub Bench (littéralement « Sud Bench »)  est un woreda de la zone Bench Sheko de la région Éthiopie du Sud-Ouest.
Ce district a 108 299 habitants en 2007, la seule agglomération recensée est Mukutin qui compte alors 8 662 habitants.
Le centre administratif se situe une douzaine de kilomètres au sud-ouest de Mizan-Aman et figure sur différentes cartes sous le nom de Debre Werk ou de Mekaken. Mukutin n'apparaît pas sur les cartes courantes mais il s'agit vraisemblablement de la même ville[à vérifier].
Comme toute la zone Bench Sheko, le district fait partie de la région des nations, nationalités et peuples du Sud jusqu'à la création de la région Éthiopie du Sud-Ouest en 2021.
En 2022, sa population est estimée à 152 945 personnes avec une densité de population de 245 personnes par km2 et 625 km2 de superficie.